# Ponte de Coronados
A ponte de Coronados localiza-se na freguesia de São Pedro de Castelões, no concelho de Vale de Cambra, distrito de Aveiro, em Portugal.

## História
De autor e construtor desconhecidos, acredita-se que tenha sido construída no século XVII ou XVIII.
Data possívelmente do século XIX o alteamento geral do tabuleiro, transformando a estrutura original de cavalete numa estrutura de tabuleiro horizontal.
Em 13 de março de 2001, na Inventariação e Classificação dos Valores Ambientais e Patrimoniais do Concelho de Vale de Cambra, foi proposta como imóvel suscetível de classificação.
Devido às dimensões do seu tabuleiro foi condicionado o trânsito na ponte a veículos ligeiros. Entretanto, e porque parte da varanda e o paredão lateral do lado norte/poente ameaçavam ruir, a ponte esteve encerrada ao trânsito motorizado, durante alguns meses, até se proceder ao seu restauro.
No verão de 2007, a Câmara Municipal mandou restaurar a varanda e o paredão lateral norte/poente. Foi também reparado o piso, que continuou em calçada. Esses trabalhos, executados pelo empreiteiro Moreira Pinto, ficaram concluídos em finais de outubro de 2007, data em que a ponte foi reaberta, continuando com trânsito condicionado a veículos ligeiros até a largura máxima de 2 metros e peso máximo de 3,5 toneladas.

## Características
Trata-se de uma ponte de tabuleiro horizontal com acesso por duas rampas sobre dois arcos desiguais de volta plena. Foi erguida em pedra de granito nos arcos e contraforte e em alvenaria no corpo. O plano horizontal localiza-se na projeção do arco maior. As aduelas, geralmente regulares, ostentam siglas em forma de cruz, com algumas irregularidades no extradorso. Existem cavidades para apoio dos cimbres de construção na base dos arcos. O pilar reforçado a jusante com contraforte triangular. As guardas são em alvenaria rebocada com remate boleado nas rampas, e de cantaria de granito no plano horizontal.